# Joan Cayrol i Obiols
Pour les articles homonymes, voir Obiols.
 (novembre 2020).
Joan Cayrol i Obiols, né à Espira-de-l'Agly, le 15 mai 1921 et mort à- Montpellier le 12 août 1981, est un poète français.
Parolier au service de chanteurs comme Jordi Barre, il participe au mouvement catalaniste nord-catalan. Il est connu sous l'alias de « l'amic Vicenç ».

## Biographie
Pendant plusieurs années il fait partie des Gais Trobadors catalans sous le nom de Vicenç. De ce pseudonyme il crée l'Amic Vicenç, l'artiste alter ego du poète. Postérieurement il s'intégre au Fanal de Sant Vicenç, où il connait Jordi Barre pour lequel il écrit de nombreuses paroles de chansons, comme Toquen les hores, Tant que me quedarà, El xiprer verd, Jo sóc de Perpinyà, Torna venir Vicenç, Parlem català ; il est aussi le parolier d'autres chanteurs, comme Gisela Bellsolà. Membre de chorales ou de groupes de chanteurs - comme le Fanal de Sant Vicenç - il récite ou il déclame des poèmes et des monologues en catalan, en suivant la tradition des conteurs populaires. Il enregistre des disques avec ses propres créations et, avec Jacques Grenot, ils illustrent les textes avec des diaporamas.
Il publie dans des revues et journaux, et il participe aux Jeux Floraux du Genêt d'Or, où plusieurs de ses œuvres sont récompensées par un prix[réf. nécessaire] : Oda a la Cerdanya (1968), Foc de Sant Joan (1972), Si jo fos pintor (1976), Jo sé i Ara (1978, lorsqu'il est proclamé Mestre en Gai Saber). Il esst distingué à nouveau en 1979 avec Demà, qu'il présente hors concours.
Il meurt d'une maladie cardiaque.

## Discographie
- Flors i espines. Amb un llaç de vellut (disque et cassette publiés par André de Vera, ref. ADV 7916)
- Com a veremes: poemes i monòlegs de Joan Cayrol dits per l'autor (disque et cassette publiés par André de Vera, ref. ADV 8020)
- Poemes i monòlegs dits per l'autor (disque et cassette publiés par André de Vera, ref. ADV 8352)
- Encara i sempre Barcelona: Enderrock  (EAN 3660202100457) (CD)
- Joan Cayrol: la integral (double CD, ref AID3121, compilation de Flors i espines et Com a veremes)
- Poemes i monòlegs de Joan Cayrol dits per l'autor Barcelona : Mediterraneo Music Latino, 2005 (ref. B-0212-D i B-0213-D, compilation de Flors i espines et Com a veremes)
- Poemes i monòlegs de Joan Cayrol dits per l'autor: les inédits Barcelona : Mediterraneo Music Latino, 2008 (ref. B-0365-D)
- Germinal Monge canta, homenatge a Joan Cayrol Sabadell: Picap, 1995 (cassette etCD ref. 30200502)